# إيرني شو
إيرني شو (بالإنجليزية: Ernie Shaw)‏ هو لاعب كرة قدم أسترالية أسترالي، ولد في 13 مايو 1908، وتوفي في 5 نوفمبر 1968.

## وصلات خارجية
- إيرني شو على موقع AustralianFootball.com (الإنجليزية)
- إيرني شو على موقع AFLtables.com (الإنجليزية)